# Ching'ombe (Petauke)
Ching'ombe è un ward dello Zambia, parte della Provincia Orientale e del Distretto di Petauke.